# Keiji Watanabe
Keiji Watanabe (渡邊 圭二 Watanabe Keiji?, nacido el 28 de enero de 1985 en Numazu, Shizuoka) es un exfutbolista japonés. Jugaba de defensa y su último club fue el JEF United Chiba de Japón.

## Trayectoria

### Clubes
| Club                 | País  | Año         |
| -------------------- | ----- | ----------- |
| Nagoya Grampus       | Japón | 2003 - 2008 |
| Japan Soccer College | Japón | 2009        |
| JEF United Chiba     | Japón | 2010 - 2013 |

## Estadística de carrera

### J. League
| Club                 | Año   | J. League | J. League | Copa J. League | Copa J. League | Total | Total |
| Club                 | Año   | Part.     | Goles     | Part.          | Goles          | Part. | Goles |
| -------------------- | ----- | --------- | --------- | -------------- | -------------- | ----- | ----- |
| Nagoya Grampus Eight | 2003  | 1         | 0         | 0              | 0              | 1     | 0     |
| Nagoya Grampus Eight | 2004  | 5         | 0         | 1              | 0              | 6     | 0     |
| Nagoya Grampus Eight | 2005  | 13        | 0         | 2              | 0              | 15    | 0     |
| Nagoya Grampus Eight | 2006  | 12        | 0         | 1              | 0              | 13    | 0     |
| Nagoya Grampus Eight | 2007  | 13        | 0         | 1              | 0              | 14    | 0     |
| Nagoya Grampus       | 2008  | 0         | 0         | 1              | 0              | 1     | 0     |
| JEF United Chiba     | 2010  | 8         | 0         | -              | -              | 8     | 0     |
| JEF United Chiba     | 2011  | 15        | 0         | -              | -              | 15    | 0     |
| JEF United Chiba     | 2012  | 9         | 0         | -              | -              | 9     | 0     |
| JEF United Chiba     | 2013  | 0         | 0         | -              | -              | 0     | 0     |
| Total                | Total | 76        | 0         | 6              | 0              | 82    | 0     |